# Stromatopycnis rosetum
Stromatopycnis rosetum är en svampart som beskrevs av A.F. Vital 1956. Stromatopycnis rosetum ingår i släktet Stromatopycnis, divisionen sporsäcksvampar och riket svampar.   Inga underarter finns listade i Catalogue of Life.